# Tour de Suisse 1963
Die 27. Tour de Suisse fand vom 13. bis 19. Juni 1963 statt. Sie führte über sieben Etappen und eine Gesamtdistanz von 1273 Kilometern.
Gesamtsieger wurde der Italiener Giuseppe Fezzardi. Die Rundfahrt startete in Zürich mit 63 Fahrern, von denen 38 Fahrer in Bremgarten ins Ziel kamen.

## Etappen
| Etappe      | Tag      | Start – Ziel                | km       | Etappensieger           | Gesamtwertung     |
| ----------- | -------- | --------------------------- | -------- | ----------------------- | ----------------- |
| 1. Etappe   | 13. Juni | Zürich – St. Gallen         | 180      | Italo Zilioli           | Italo Zilioli     |
| 2. Etappe   | 14. Juni | St. Gallen – Celerina       | 197      | Loris Guernieri         | Loris Guernieri   |
| 3. Etappe A | 15. Juni | Celerina – Lugano           | 131      | José-Martin Colmenarejo | Loris Guernieri   |
| 3. Etappe B | 15. Juni | Lugano – Lugano             | 71       | Ernesto Bono            | Giuseppe Fezzardi |
| 4. Etappe   | 16. Juni | Mendrisio – Campo dei Fiori | 38 (EZF) | Attilio Moresi          | Giuseppe Fezzardi |
| 5. Etappe   | 17. Juni | Intra – Les Diablerets      | 237      | Kurt Gimmi              | Giuseppe Fezzardi |
| 6. Etappe   | 18. Juni | Les Diablerets – Burgdorf   | 184      | Luigi Mele              | Giuseppe Fezzardi |
| 7. Etappe   | 20. Juni | Burgdorf – Bremgarten       | 196      | Klaus Bugdahl           | Giuseppe Fezzardi |